# Bristol M.1
O Bristol M.1 Monoplane Scout foi um avião de caça monoplano britânico da Primeira Guerra Mundial. Ele detém a distinção de ser o único caça monoplano britânico a ser produzido durante o conflito.
Em meados de 1916, o trabalho começou na Bristol em um novo avião de combate como um empreendimento privado, liderado pelo engenheiro aeronáutico Frank Barnwell. Em comparação com os esforços contemporâneos de outros fabricantes britânicos, como o DH.5 da Airco, o design emergente foi considerado mais radical, tendo adotado uma configuração de monoplano altamente aerodinamicamente limpa. Ele apresentava uma fuselagem de seção transversal circular cuidadosamente simplificada, construída usando técnicas convencionais de construção de madeira e tecido para minimizar a dificuldade de fabricação. Em 14 de julho de 1916, o primeiro protótipo, designado como M.1A, realizou seu vôo inaugural, pilotado por F.P. Raynham. Durante os testes, o tipo rapidamente demonstrou suas capacidades como aeronave de alta velocidade para a época, possuindo uma velocidade máxima de 50 a 80 km / h mais alta do que qualquer um dos contemporâneos Fokker Eindecker alemães ou monoplanos Morane-Saulnier N franceses.
Apesar de sua promessa, apenas 130 aeronaves foram construídas. Isso se deveu em grande parte a uma desconfiança institucional da plataforma de monoplano mantida pelo "War Office" britânico e muitos pilotos do "Royal Flying Corps" (RFC) na época, acreditando que ela era propensa a acidentes e inferior à configuração de biplano mais comum usada por muitos dos contemporâneos do M.1. Como consequência do tipo que se acredita possuir uma velocidade de pouso muito grande para ser manuseado com segurança pelos aeródromos franceses limitados na Frente Ocidental, o M.1 foi comumente implantado no Oriente Médio e nos teatros dos Balcãs. Um único piloto ás, Capitão Frederick Dudley Travers DFC do Esquadrão N.º 150 da RAF, voou o tipo, tendo derrubado com sucesso vários oponentes. Em dezembro de 1918, o tenente Dagoberto Godoy, do "Servicio de Aviación Militar de Chile", voou de Santiago, Chile para Mendoza, Argentina, um feito que foi registrado como sendo o primeiro voo realizado através da cordilheira dos Andes.

## Desenvolvimento

### Origens
Durante a Primeira Guerra Mundial, avanços rápidos no campo dos aviões estavam sendo feitos entre as nações participantes, cada lado com o objetivo de adquirir uma vantagem sobre o inimigo. No verão de 1916, o engenheiro aeronáutico britânico Frank Barnwell, projetista-chefe da Bristol Aeroplane Company, percebendo que o desempenho dos caças existentes era inadequado, começou a projetar um novo caça como um empreendimento privado. Para fins experimentais, várias aeronaves Bristol Scout D foram equipadas com motor giratório Clerget de 110 cavalos de potência (82 kW) e hélices de grande diâmetro; considerado um sucesso, Barnwell decidiu incorporar esses recursos em seu projeto emergente.
De acordo com o autor de aviação J.M. Bruce, o projeto de Barnwell era muito semelhante a um programa paralelo do fabricante de aeronaves rival britânico Airco, que acabaria por produzir o DH.5; no entanto, a aeronave Bristol foi considerada mais radical e superior dos dois caças. Especificamente, Barnwell havia exercido grandes esforços para produzir a aeronave aerodinamicamente mais limpa possível, exceto por compromissos que foram feitos para facilitar melhor as atividades de construção e manutenção. Assim, ele selecionou uma configuração monoplano para o tipo; Bruce declarou que esta era uma "concepção ousada" devido ao fato de o "War Office" britânico ter efetivamente banido monoplanos do serviço militar após vários acidentes.
Em julho de 1916, o primeiro exemplar do tipo, que recebeu a designação de Bristol M.1, foi lançado nas instalações da empresa em Bristol. Era basicamente um caça monoplano em configuração por tração de assento único. Em 14 de julho de 1916, o primeiro protótipo, designado como M.1A, realizou seu vôo inaugural, pilotado por F.P. Raynham. Alegadamente, a aeronave mostrou sua aptidão para o vôo de alta velocidade durante este vôo inicial, atingindo uma velocidade de 132 mph (212,4 km/h).

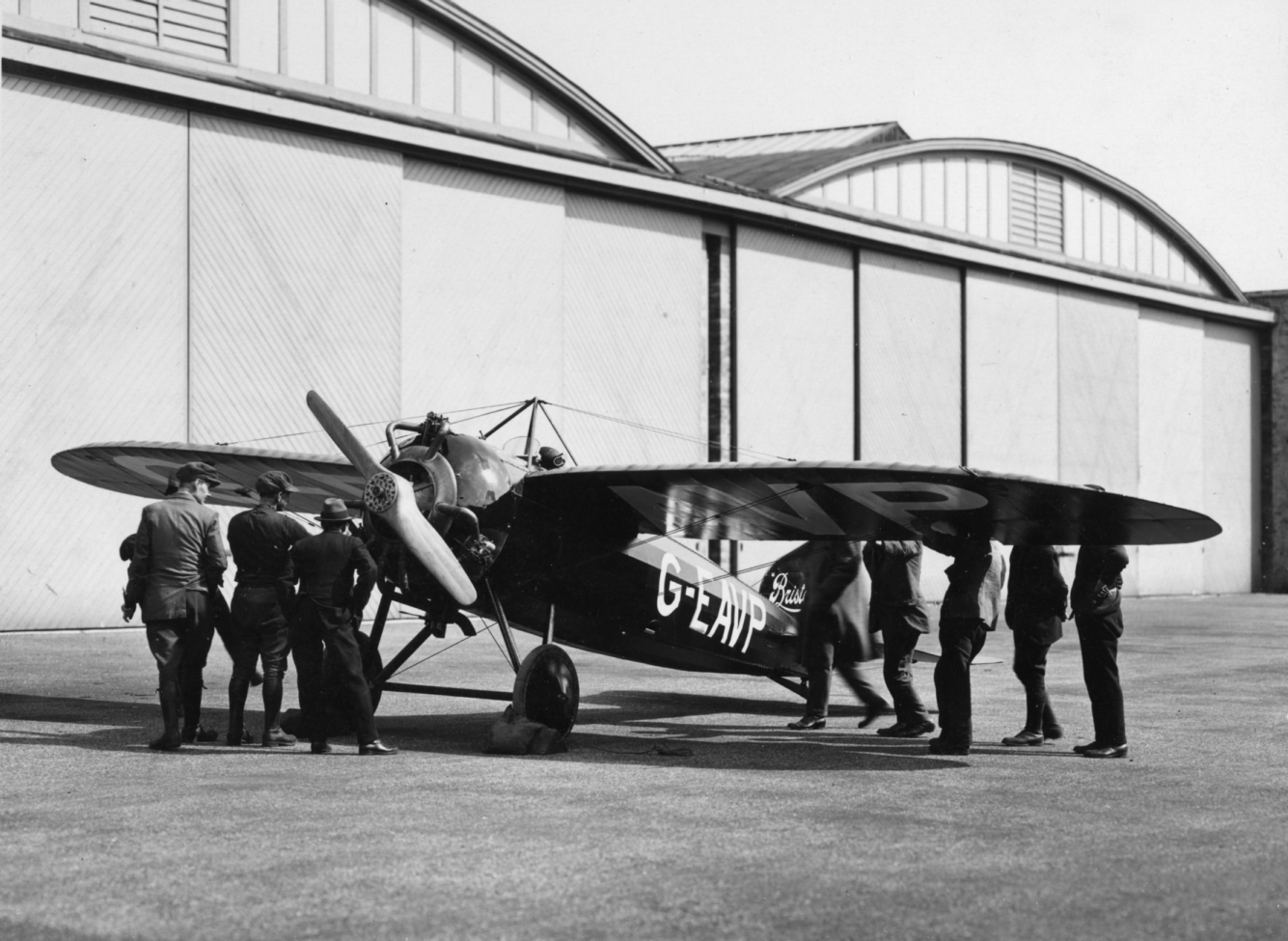
Um Bristol M.1D (G-EAVP .jpg) no início da década de 1920.

### Programa de teste
Logo após seu vôo inaugural, o primeiro protótipo foi adquirido pelo "War Office" para fins de avaliação. No final de julho de 1916, o M.1A foi despachado para a "Central Flying School" (CFS) em Upavon, Wiltshire, onde foi submetido a testes. Durante os voos de teste oficiais, o M.1A demonstrou seu desempenho impressionante, sendo registrado como tendo atingido uma velocidade máxima de 128 milhas por hora (206 km/h), bem como a capacidade de subir até 10.000 pés (3.000 m) em 8 minutos 30 segundos. Além disso, sua estabilidade foi considerada positiva, particularmente seu manuseio lateral, e do tipo possuir uma "dificuldade moderada de pouso".
No entanto, alguns comentários negativos também foram coletados dos pilotos de teste, que incluíram críticas sobre a visão limitada para frente e para baixo, sendo relativamente cansativo voar e sendo pesado quando voado sem o motor funcionando. Foi observado pela CFS que não havia feito nenhum esforço para estabelecer a velocidade máxima do M.1A ao nível do solo, observando que a hélice havia sido projetada para oferecer desempenho máximo quando voada em altitude. Além do programa de testes de voo, o protótipo também foi submetido a testes de carga estática em agosto de 1916, durante os quais nenhum sinal de falha estrutural foi encontrado.
Tendo ficado impressionado com o desempenho do único protótipo, em outubro de 1916, o War Office emitiu o contrato nº 87/A/761 para a Bristol, solicitando um lote de quatro aeronaves modificadas, designadas como M.1B, para testes adicionais. O M.1A também seria reconstruído para o padrão aprimorado. O M.1B diferia do primeiro protótipo em várias áreas, possuindo um arranjo cabano mais convencional, consistindo em uma pirâmide de quatro escoras retas de aço, juntamente com um grande painel recortado de visão clara na raiz da asa de estibordo para fornecer uma visão melhorada durante o pouso e sendo armado com uma única metralhadora Vickers de .303" (7,7 mm), que foi montada na raiz da asa de bombordo. Em 15 de dezembro de 1916, o primeiro M.1B foi entregue à CFS.

### Rejeição e produção limitada
Ao longo do desenvolvimento do M.1, houve pouca importância dada ao programa pelo Ministério da Guerra; de acordo com Bruce, a organização parecia não ter pressa em decidir seu destino. A aeronave demonstrou excelente desempenho durante os testes, possuindo uma velocidade máxima de 50 a 80 km/h mais alta do que qualquer um dos monoplanos alemães Fokker Eindecker e o francês Morane-Saulnier N contemporâneos. Além de seu desempenho aéreo, os testes estruturais terrestres também produziram resultados muito bons. Bruce também afirmou que aeronaves de produção estariam disponíveis antes de vários dos icônicos caças britânicos de alto desempenho do conflito, como o Royal Aircraft Factory S.E.5 e o Sopwith Camel. No entanto, o War Office continuou a emitir seu veredicto por algum tempo, preferindo optar por extensos julgamentos e avaliações operacionais.
Em última análise, o M.1 foi rejeitado pelo "Air Ministry" para serviço na Frente Ocidental, ostensivamente porque sua velocidade de pouso de 49 mph (78,8 km/h) foi considerada muito alta para pequenos aeródromos franceses, no entanto, testes comparativos entre o M.1A, o Airco DH.2, e a Royal Aircraft Factory B.E.12 descobriram que eles tinham distâncias de pouso semelhantes, enquanto as velocidades de pouso de ambos os biplanos eram apenas 5 mph (8 km/h) mais lentas. Bruce especulou que um preconceito contra monoplanos e um grande desgosto pela visão limitada do cockpit para baixo. desempenhou um papel pesado em seu destino. Esse ponto de vista negativo não era universal, pois, de acordo com Bruce, as histórias sobre a velocidade e manobrabilidade do M.1 se espalharam rapidamente para os pilotos da linha de frente, até o ponto de rumores entusiasmados em torno do tipo.
Alguns autores alegaram que a provável razão para o M.1 ter sido rejeitado veio como consequência de uma crença generalizada na época de que os monoplanos eram inerentemente inseguros durante o combate. O Royal Flying Corps (RFC) havia imposto uma proibição de monoplanos em todo o serviço após a queda de um dos monoplanos Bristol-Coanda em 10 de setembro de 1912, e apesar do Comitê de monoplanos subsequente de 1913 ter liberado o tipo de projeto, persistiu um profundo problema: suspeita enraizada de monoplanos entre os pilotos. Essa suspeita também pode ter sido reforçada pela experiência decepcionante do RFC com vários monoplanos Morane-Saulnier, especialmente o Morane-Saulnier N, que também havia sido criticado abertamente por possuir uma velocidade de pouso relativamente alta em comparação com os biplanos. Durante esta época, as configurações de biplanos eram normalmente mais fortes, sendo capazes de aplicar cálculos tradicionais usados na construção de pontes por engenheiros civis ao seu projeto, e sendo mais fáceis de fortalecer do que monoplanos.
No entanto, em 3 de agosto de 1917, uma ordem de produção de 125 aeronaves foi colocada pelo Ministério da Guerra. Essas aeronaves, que foram designadas como M.1C, eram movidas por um único motor giratório Le Rhône 9J de 110 hp e armadas com uma única metralhadora Vickers, que foi montada centralmente diretamente na frente do piloto. Destes, um único M.1, registrado G-EAVP, foi reconstruído como um banco de testes de alta velocidade para o motor radial de três cilindros Bristol Lucifer. Esta aeronave foi designada M.1D.

## Projeto
O Bristol M.1 era um monoplano por tração monoposto. Era movido por um único motor giratório Clerget, capaz de gerar até 110 cavalos de potência (82 kW), que acionava uma hélice de lâmina dupla relativamente grande que, por sua vez, era equipada com um volumoso spinner hemisférico com a finalidade de reduzir o arrasto. O M.1 possuía uma fuselagem de seção transversal circular cuidadosamente simplificada, que apresentava técnicas convencionais de construção em madeira e tecido para minimizar a dificuldade de fabricação. A parte externa da aeronave, que era coberta de tecido, era totalmente carenada; este foi um fator que contribuiu para o tipo ser referido por Bruce como "uma das aeronaves mais simples e limpas de seus dias".
O M.1 foi equipado com uma asa montada no ombro que foi anexada aos longerons superiores da fuselagem. Ele foi armado com fios de reforço que corriam entre a asa e a fuselagem inferior, bem como fios de pouso das asas para um suporte "cabana" composto por um par de aros de tubo de aço semicircular que foram posicionados sobre a cabine do piloto; isso foi moldado para facilitar a entrada e saída do piloto para sua posição na cabine. A asa possuía uma ampla varredura semi-elíptica para trás na ponta, o que significava que a longarina dianteira era consideravelmente mais curta que a traseira e não havendo reforço entre as longarinas sendo o final da longarina dianteira. Para aumentar a visão descendente disponível para o piloto, um recorte considerável entre as longarinas estava presente na raiz da asa de estibordo.

## Histórico operacional

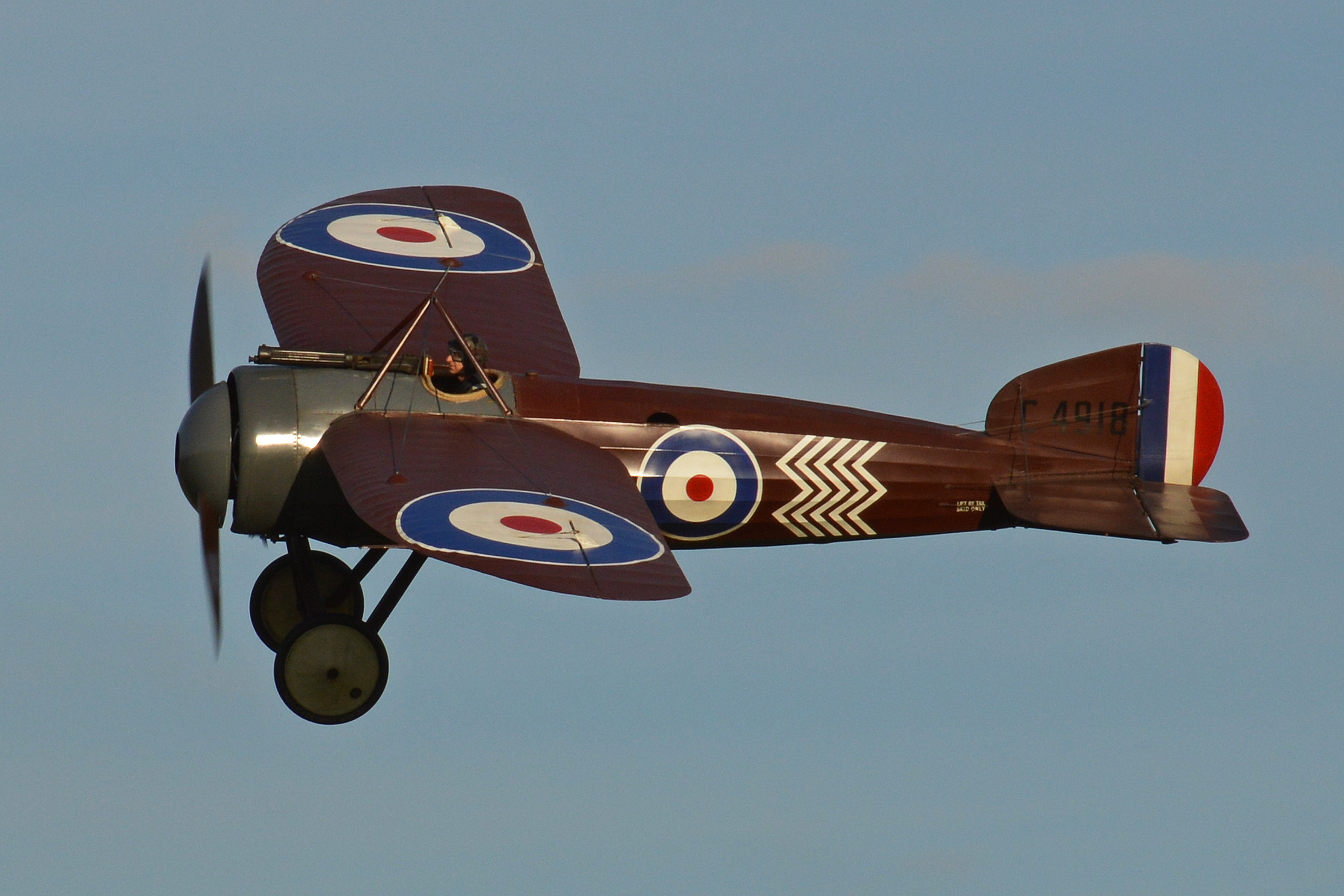
Reprodução do Bristol M.1C (G-BWJM) da Shuttleworth Collection, 2013.

Acredita-se que um total de 33 M.1C foram implantados no Oriente Médio e nos Bálcãs durante 1917-18, enquanto o restante foi predominantemente atribuído a várias unidades de treinamento baseadas em todo o continente britânico. Alegadamente, o tipo encontrou um nível de popularidade como veículos pessoais para vários oficiais superiores do RFC. Um único M.1C também foi despachado para a França em 1917, embora se acredite que tenha sido apenas para fins de avaliação. Bruce afirmou que havia um clima de relutância oficial em desdobrar o M.1C, levando o caça a ser negado várias oportunidades de participar das operações.
De acordo com o relato histórico oficial do Esquadrão No. 111, o desdobramento do M.1 para o teatro da Palestina provou frequentemente colidir com as operações de reconhecimento aéreo inimigo, forçando-os a operar normalmente em grandes altitudes. No entanto, também é notado que eles não tinham a resistência necessária para conduzir missões de escolta para apoiar aeronaves de reconhecimento de longo alcance amigáveis. O tipo foi muito utilizado para realizar missões de ataque ao solo contra as forças turcas na região. De acordo com Bruce, o spinner central muitas vezes seria removido ao operar em condições quentes para melhor dissipar temperaturas excessivamente altas do motor.
Talvez o piloto de M.1C de maior sucesso entre aqueles que serviram na frente macedônia foi o capitão Frederick Dudley Travers DFC do Esquadrão Nº 150 da RAF, que se tornou o único ás neste tipo. Travers trocou a Royal Aircraft Factory SE.5a, na qual marcou três de suas quatro mortes, e marcou as últimas cinco de suas vitórias entre 2 e 16 de setembro de 1918, possivelmente todas no mesmo M.1C, número de série C4976. Uma de suas vítimas foi um Fokker D.VII, amplamente considerado como o melhor caça alemão de sua época.
Durante a segunda metade de 1918, um lote de 12 M.1C foi entregue ao Chile para servir como pagamento parcial para os encouraçados Almirante Latorre e Almirante Cochrane, que haviam sido construídos para o Chile na Grã-Bretanha, mas requisitados para uso pela Marinha Real antes para sua conclusão. Um desses caças, pilotado pelo tenente Dagoberto Godoy, foi usado para voar de Santiago a Mendoza, Argentina e de volta em 12 de dezembro de 1918, que foi registrado como sendo o primeiro voo feito pela Cordilheira dos Andes.
Após a assinatura do Armistício de 11 de novembro de 1918, que efetivamente encerrou as hostilidades, vários ex-militares M.1 foram revendidos para o serviço civil. Nesta capacidade, o tipo era frequentemente usado como aeronave esportiva e de corrida. O único M.1D com motor Lúcifer, pintado de vermelho e registrado como G-EAVP, foi disputado com sucesso em 1922, ganhando o prêmio de handicap no Aerial Derby de 1922, pilotado por L.L. Carter. No ano seguinte, foi equipado com um motor Lucifer de 140 hp (100 kW) especialmente ajustado e foi inscrito para a Copa Grosvenor: no entanto, a aeronave foi perdida após um acidente em Chertsey, Surrey, na aproximação ao Aeroporto de Croydon, resultando em a morte do piloto, Ernest Leslie Foot.

## Variantes
M.1A
Protótipo único com motor rotativo 110 hp (82,0 kW) Clerget 9Z.
M.1B
Quatro modelos de avaliação, alimentados por 110 hp (82,0 kW) Clerget 9Z, 130 hp (96,9 kW) Clerget 9B ou 150 hp (112 kW) Admiralty Rotary A.R.1.
M.1C
Modelo de produção em série, 125 construídos, alimentado por motores 110 hp (82,0 kW) Le Rhône 9Ja.
M.1D
Single M.1C reconstruído como um testbed para o motor 140 hp (104 kW) Bristol Lucifer.

## Operadores
Chile
- Força Aérea Chilena

 Reino Unido
- Royal Flying Corps / Royal Air Force
  - Esquadrão N.º 14 da RAF
  - Esquadrão N.º 47 da RAF
  - Esquadrão N.º 72 da RAF
  - Esquadrão N.º 111 da RAF
  - Esquadrão N.º 150 da RAF

## Especificações (M.1C)
Dados de: Encyclopedia of Military Aircraft, The Bristol M.1
Descrições gerais
- Tripulação: 1 piloto
- Comprimento: 6,22 m (20 ft)
- Envergadura: 9,37 m (31 ft)
- Altura: 2,36 m (7,7 ft)
- Área alar: 13,5 m² (145 ft²) [31]
- Peso vazio: 408 kg (899 lb) [31]
- Peso bruto (carregado): 611 kg (1 350 lb)

Motorização
- Número de motores: 1x
- Tipo do motor: Le Rhône 9J de 9 cilindros refrigerado a ar
- Potência por motor: 110 hp (82,0 kW)
- Descrição do propulsor/hélice: Hélice de passo fixo de 2 pás

Performance
- Velocidade máxima: 210 km/h (130 mph)
- Alcance: 364 km (226 mi)
- Autonomia: 1:45 hs
- Tecto de serviço: 6 100 m (20 000 ft)

Armamentos
- Metralhadoras/canhões: 1 x metralhadora Vickers no calibre .303 (7,7 mm)

## Exemplares sobreviventes

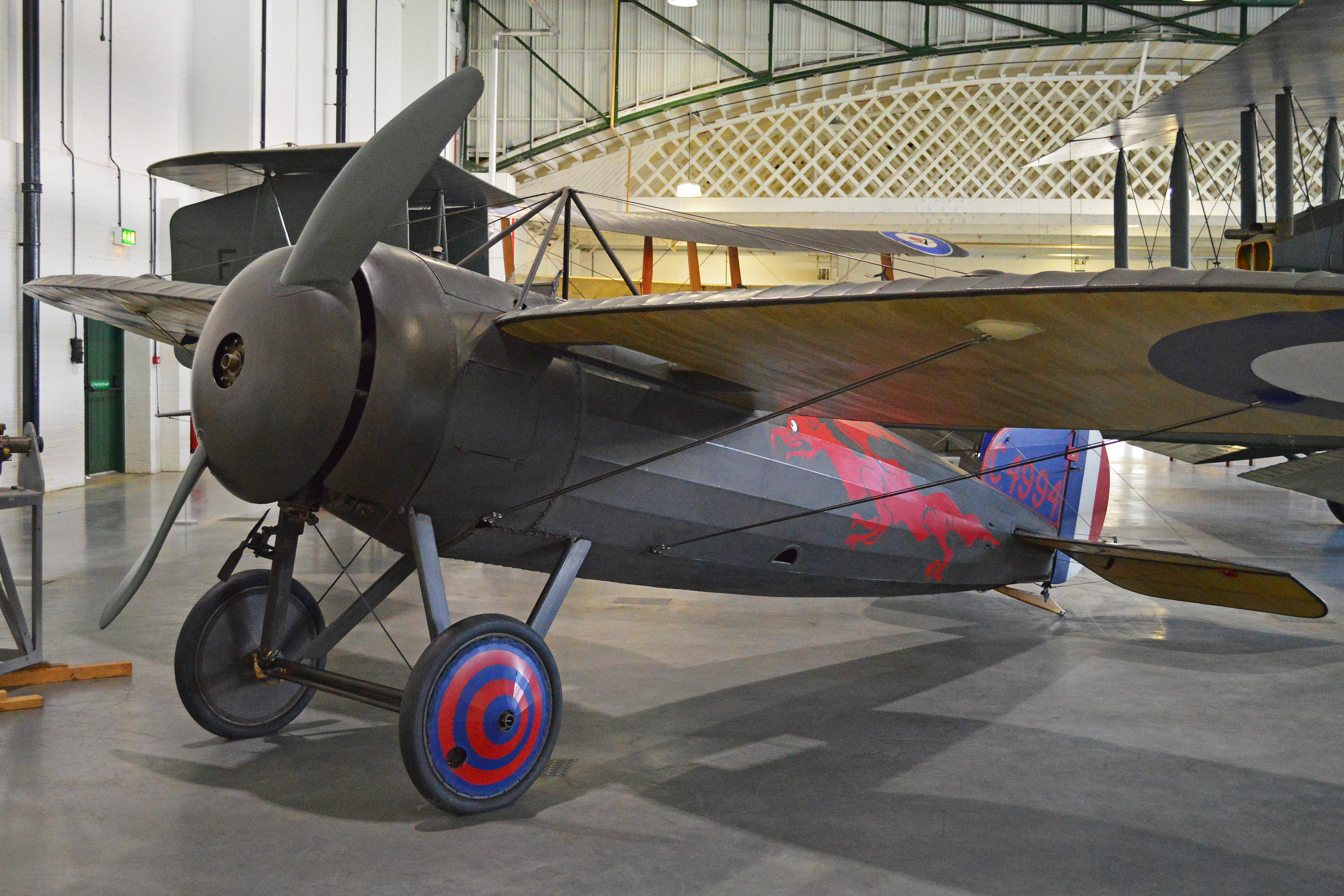
Réplica do Bristol M.1C
no "Royal Air Force Museum" (G-BLWM).

- Um exemplar original Bristol M.1 sobrevive e é preservado no Harry Butler Memorial, Minlaton, South Australia. Este é o antigo avião da RAF C5001, que foi trazido para a Austrália em 1921 pelo capitão Harry Butler e pilotado por ele sob o registro civil australiano VH-UQI.[32][33] Ele usou a aeronave para completar o primeiro voo sobre a água no Hemisfério Sul.
- O Royal Air Force Museum Cosford tem em exibição uma réplica de aeronave anteriormente aeronavegável com a identificação "C4994".[34]
- A Coleção Shuttleworth em Old Warden no Reino Unido mantém e opera uma réplica M1C C4918 (G-BWJM) para condições de aeronavegabilidade, construída por membros das Oficinas de Aviões do Norte, entregue à Coleção em outubro de 1997. É alimentado por um Le Rhône original Motor rotativo de 110 HP, e a aeronave pode ser vista voando em telas aéreas domésticas durante os meses de verão.[35]
- O Museo Nacional Aeronáutico y del Espacio em Los Cerrillos, Santiago do Chile tem duas réplicas em sua coleção:
  - A primeira (pretendido para ser aeronavegável) foi construída no Reino Unido pela engenharia da AJD em 1989, sendo voado apenas algumas vezes (FIDAE'90), desde então sendo preservado dentro do edifício principal do Museu com parte de sua cobertura de tecido removida, mostrando sua fuselagem.
  - A outra foi construída localmente, recebendo o número de série da RAF C4988, o monoplano pilotado por Dagoberto Godoy sobre os Andes em 1918. É usado para exibições em diferentes eventos da aviação.[36]